# GCCS
汎地球指揮統制システム（GCCS：The Global Command and Control System）は、アメリカ軍の指揮統制用C4Iシステム。

## 概要
GCCSは、アメリカ国防総省と4軍が国家戦略的階梯で使用する基幹的指揮回線である。また、作戦レベルで使用されるサブシステムとして、海軍（沿岸警備隊を含む）のGCCS-M、海兵隊のGCCS-MC、陸軍のGCCS-A、空軍のGCCS-AF、統合軍のGCCS-Jがある。GCCSとGCCS-M/MC/A/AF/Jは、通常、任務部隊司令部のレベルで連接されている。これらのGCCSシリーズは、いずれも共通作戦状況図（COP）の生成を主たる目的としており、統合計画ネットワーク（Joint Planning Network, JPN）を形成する。
GCCSの目的は、ノン・リアル・タイムでアメリカ合衆国大統領を含む国家指揮権限保持者に通じる国家軍事指揮センター（National Military Command Center,NMCC）と各統合軍司令部、また、その指揮下の艦隊司令部や師団司令部の間で軍事行動に関する命令などの指揮命令系情報を伝達し、共通作戦状況図（COP）を生成することにある。これによって、国家レベルにおいて柔軟かつ迅速な意思決定を保障し、これを即座に前線部隊指揮官の行動に反映することにより、小規模な軍事行動が即座に政治的反響をもたらす非対称戦争において、適切な戦争指導を可能とするのである。

## 来歴
キューバ危機の前後より、アメリカ軍は、国防総省と各軍の上級司令部とを結ぶ基幹指揮回線として全世界軍事指揮統制システム（WWMCCS）を配備していた。これは、国家レベルにおいて、最高指揮官たるアメリカ合衆国大統領がアメリカ全軍を指揮するためのものであり、極めて先進的なコンセプトに基づいていた。しかし、WWMCCSは相当部分が人力によっており、技術的な理由から所期の性能に達したことは一度もなく、あまりに鈍重で、意思決定はしばしば遅きに失することとなった。
たとえば1967年に発生したリバティー号事件においては、沿岸から遠ざかるよう命令する高優先度のメッセージが5回送られたが、いずれも13時間以内に到着することはなく、結果として、リバティー号はイスラエル空軍機と魚雷艇から攻撃を受け、乗員34名が死亡、173名が負傷した。
1980年代初頭より、WWMCCSは数次にわたる改良を受け、その性能はあらゆる面で大幅に向上した。湾岸戦争中、WWMCCSは24時間体制で稼働しつづけ、砂漠の盾・砂漠の嵐の両作戦の統制を支え続けた。それにもかかわらず、原設計の古さゆえに、WWMCCSが、冷戦体制崩壊後の流動的な世界情勢に対処できるだけの敏捷さを獲得することがほとんど絶望的であることは明らかであった。
一方、1980年代後半から1990年代前半にかけて、アメリカ各軍は、軍種内で使用する作戦階梯のC4Iシステムの整備を進めていた。その先鞭をつけたのがアメリカ海軍で、1981年より、アメリカ軍で初の半自動指揮統制システムとしてJOTS（Joint Operational Tactical System）の配備を開始したのち、1990年には、コペルニクスC4Iコンセプトを採択した。これは、全軍事活動の中核を洋上部隊指揮官に設定し、洋上部隊指揮官の指揮所に設置されたJOTS端末に、作戦指揮系と情報資料系の2系統の情報を集中させるものである。
1992年、アメリカ統合軍はC4I for the Warrior（C4IFTW）コンセプトを採択した。これは、海軍のコペルニクスC4Iコンセプトを全軍レベルに拡大する試みであった。しかし、その骨格となる基幹指揮回線として、WWMCCSは性能的にまったく不足であった。このことから、海軍のJOTSをベースにして、全軍レベルで使用するように開発されたのがGCCSである。GCCSは、1996年よりWWMCCS、およびWIN（WWMCCS Intercomputer Network）を代替して運用を開始した。

## 構成
GCCSは、COE DII基準に基づいて開発されている。COE DII（Common Operating Environment Defense Information Infrastructure）とは、国防総省レベルで策定されたコンピュータシステム構造で、システムの適用任務にかかわりなく、相互運用性の確保、ソフトウェアの再使用可能、アクセシビリティの確保を目的としたものである。これにより、GCCSは極めて柔軟な運用が可能となっている。
GCCSは、複数のネットワーク上で運用されている。SIPRNet（Secret Internet Protocol Router Network, 機密IPルーター・ネットワーク）、NIPRNet（Non-Secure Internet Protocol Router Network, 非機密IPルーター・ネットワーク）、JWICS（Joint Worldwide Intelligence Communications System）、あるいはその他のIP技術を使用したネットワーク上で使用することができる。また、このようなネットワークを使用することから、通信回線としては、地上回線、あるいはSHF-SATCOMであるDSCSを使用することになる。